# Подмочани
Подмочани (мкд. Подмочани) су насеље у Северној Македонији, у јужном делу државе. Подмочани припадају општини Ресан.

## Географија
Насеље Подмочани је смештено у југозападном делу Северне Македоније. Од најближег већег града, Битоља, насеље је удаљено 38 km западно, а од општинског средишта 12 јужно.
Подмочани се налазе у области Горње Преспе, области која заузима виши део котлине Преспанског језера. Насеље је смештено близу североисточне обале Преспанског језера. Западно од насеља се пружа пријезерско поље, махом под воћем, а источно од насеља издиже планина Баба са врхом Пелистером. Надморска висина насеља је приближно 890 метара.
Клима у насељу је планинска због знатне надморске висине.

## Историја
Први пут Подмочани се спомињу крајем 18. века. У време грађења сеоске цркве 1818. године село је имало око 12 родова. 

## Становништво
Подмочани су према последњем попису из 2002. године имали 306 становника. 
Претежно становништво у насељу су етнички Македонци (98%). Године 1961. у Подмочанима је живело 726 становника, од коих су 675 били Македонци, од тога 40 Албанаца. Године 1994. број становника је спао на 350, од којих је 339 било Македонаца и 11 Албанаца.
Већинска вероисповест је православље.